# Cotoneaster insignis
Cotoneaster insignis es una especie de planta del género Cotoneaster, perteneciente a la familia Rosaceae.

## Taxonomía
Cotoneaster insignis fue descrita por Antonina Poyárkova en 1939.

## Distribución
Se encuentra en el territorio de Irán hasta Asia Central y el Himalaya occidental.